# Michael Georg Link
Pour les articles homonymes, voir Link.
Michael Georg Link, né le 6 février 1963, est un homme politique allemand.